# Magnus der Magier
Magnus der Magier (im englischen Original: The Wizard of Id) ist eine Comicfigur, erdacht 1964 von den US-Amerikanern Johnny Hart (Text) und Brant Parker (Zeichnungen).
Der gleichnamige Comicstrip handelt von den Vorgängen im rückständigen und unterdrückten mythischen Königreich Id. Gezeigt werden Leute aus allen Ecken des Königreichs (vor allem verarmte Bauern, Knechte und Bettler), das Hauptaugenmerk richtet sich aber auf den Hof des tyrannischen Monarchen. Mit Hilfe gezielter Überspitzungen und Running Gags werden sowohl das finstere Mittelalter als auch die Gegenwart oft mit Schwarzem Humor persifliert.
Der erste Magnus-Strip wurde am 9. November 1964 veröffentlicht. Seither erschienen die Strips in Lizenz des Creators Syndicate weltweit in mehreren tausend Zeitungen. Die Abenteuer sind auch als Sammel-Taschenbücher erhältlich.

## Hauptfiguren
Magnus
Der ähnlich Merlin mit einem Sternengewand und Spitzhut bekleidete Magier ist Hofzauberer im Königreich Id. Seine unlösbare Hauptaufgabe ist es, für seinen König einen Zaubertrank zu mixen, der dem Regenten zu größerer Statur verhilft. Der Sarkastiker verfügt über ein regelrechtes Geisterarsenal und mächtige Zaubersprüche, die sich aber nur zu oft gegen ihn selbst wenden.
König
Der geizige, bösartige Monarch ist die eigentliche Hauptfigur der Serie. Wegen seiner zwergenhaft-untersetzten Statur leidet er unter einem massiven Minderwertigkeitskomplex, jede offene oder versteckte Anspielung auf dieses körperliche Defizit beantwortet er mit übersteigerter Grausamkeit. Der zynische Willkürherrscher fungiert zugleich als oberster Richter, der gegen die Delinquenten insbesondere bei Majestätsbeleidigung zumeist die Todesstrafe am Galgen oder unter dem Richtbeil verhängt. Seine Haustiere sind ein Drache und ein Bernhardiner namens Bonapart.
Sir Rodney
Der großnasige, mit einem Kettenhemd gewappnete Ritter ist der wichtigste Paladin des Königs. Er zeichnet sich durch ein enormes verbales Selbstbewusstsein aus, versagt aber regelmäßig, wenn er seine vorgebliche Tapferkeit als Truppenführer gegen die Hunnen unter Beweis stellen muss. Auch bei Duellen um die Gunst edler Damen zieht er infolge seiner Feigheit stets den Kürzeren – was das Edelfräulein Gwen nicht hindert, ihn schmachtend anzuhimmeln. Beim königlichen Golfspiel und Croquet fungiert er als Caddie.
Spuk
Die einer Ratte ähnlich am ganzen Körper struppig behaarte Kreatur ist Langzeitgefangener im Kerker des königlichen Schlosses. Von seinem lethargischen, frustrierten Wärter Turnkey wird er mit Abfällen aus der Schlossküche versorgt. Beide  philosophieren gerne über Lebensweisheiten und tagesaktuelle Geschehnisse oder sinnieren über ihre Ausweglosigkeit, in der sie sich gleichen – zumal Spuks Fluchtversuche regelmäßig scheitern.
Bung
Der Hofnarr ist ein chronischer Alkoholiker, der meistens in Bars und Weinkellern herumhängt, anstatt seinem Beruf nachzugehen. Er trägt ein traditionelles, mit Glöckchen besetztes Narrenkostüm.
Blanche
Die korpulente, unansehnliche Matrone ist Magnus’ Ehefrau und Hausdrachen. Sie nervt ihn unablässig, ihre Kochkünste sind miserabel. Gelegentlich entwickelt sie aber auch romantische Gefühle, die Magnus nur zögerlich erwidert.
Larsen E. Pettifogger
Der skrupellose Rechtsanwalt mit dem markanten hohen Zylinderhut zeichnet sich nicht nur durch eine bemerkenswerte Erfolglosigkeit bei der Verteidigung seiner Mandanten aus, sondern reitet diese – zuallererst gierig auf seinen eigenen Vorteil bedacht – mit krimineller Energie oft erst richtig in die Misere hinein.
Duke
Der eitle, kriecherische Edelmann mit dem dominanten Kinn unterstützt den König in den Regierungsgeschäften. Er ist pompös und selbstverliebt und macht sich nicht gerne die Hände schmutzig. Ebenso wie Rodney bemüht er sich stets, den König zu beeindrucken.